# Mestre dels oficis
El mestre dels oficis (magister officiorum) era un alt funcionari de la cort imperial romana que tenia el control i vigilància de totes les audiències amb l'emperador i també incloïa a la seva jurisdicció els funcionaris civils i militars. Salvant molt les distàncies, era comparable amb el càrrec de Ministre de l'Interior.

## Baix Imperi
El càrrec va ser creat per Constantí I el Gran cap a l'any 320, i el va situar en una posició clau dins del consell de l'emperador i com a cap de les tasques administratives. Substituïa les funcions del prefecte del pretori com a comandant de la nova guàrdia imperial, l'Escola palatina, i al capdavant de les fàbriques d'armes. El Mestre dels oficis controlava l'administració imperial a través d'un cos d'agents in rebus, encarregats de la correspondència i les ordres oficials, i que supervisaven les províncies, investigant els governants locals, fins al punt que se'ls anomenava curiosi (curiosos). Una altra de les seves funcions era rebre els ambaixadors i també supervisar les recepcions i cerimònies oficials a la cort. Tenia autoritat per imposar disciplina al personal del cubiculum, les persones al servei de l'emperador.
Pere Patrici el Mestre, que va ocupar el càrrec amb Justinià I durant vint-i-sis anys (539-565), va escriure una història sobre les funcions i el desenvolupament d'aquest càrrec des del temps de Constantí fina a la seva època, de la qual se'n conserva un extracte a De ceremoniis el llibre recopilat per Constantí VII. El càrrec es va mantenir després de la caiguda de l'Imperi Romà d'Occident, a Itàlia on Teodoric el Gran va conservar els títols. Per exemple, va nomenar Cassiodor, magister militum del 523 al 527.

## Imperi Romà d'Orient
El càrrec va continuar existint a l'Imperi Romà d'Orient amb una funció burocràtica, però va perdre la majoria dels seus poders administratius a finals del segle vii o viii, que van passar principalment als logotetes postals, i es va convertir en una dignitat, la de magistros (μάγιστρος, en femení magistrissa μαγίστρισσα). El títol es va mantenir almenys fins al regnat de Lleó VI el Filòsof (r. 886-912), ja que el seu padrastre, Estilià Zaützes, és anomenat «mestre dels oficis divins» (μάγιστρος τῶν θείων ὀφφικίων).
Fins a Miquel III l'Embriac (r. 842-867), sembla que només hi havia dos mestres dels oficis, el més important dels quals s'anomenava prototomagistros (πρωτομάγιστρος, "primer mestre"), i era un dels principals ministres de l'imperi, sense cap atribució específica i president del Senat. Tanmateix, a partir de Miquel III, el títol es va conferir a diverses persones, convertint-se en realitat en una dignitat àulica, la més alta de la jerarquia de la cort fins a la introducció del pròedre a mitjan segle x. El Cletorològion de Filoteu (899) suggereix un màxim de dotze mestres, però sota Nicèfor II (r. 963-969), l'historiador i bisbe Liutprand de Cremona informa de la presència de vint-i-quatre persones que ocupaven aquest càrrec. El títol va perdre cada cop més importància. Al final dels segles x i xi, sovint es combinava amb el de vestes. Probablement va desaparèixer a mitjan segle xii.